# The STAR (JO1のアルバム)
『The STAR』（ザ スター）は、日本の男性アイドルグループJO1の1枚目のアルバム。2020年11月25日にLAPONEエンタテインメントから発売された。

## 概要
2019年に日本で社会現象を起こしたオーディション番組「PRODUCE 101 JAPAN」で視聴者（国民プロデューサー）によって選ばれた11名で結成されたグローバルボーイズグループ・JO1の1stアルバム。
本作のタイトルである『The STAR』には、「JO1、輝く自分に出会う」 というメッセージが込められている。
初回限定盤のRed(CD+DVD)、Green(CD+フォトブック)、Blue(CD+アコーディオンカード)、通常盤の4形態で発売された。
2020年11月10日、リード曲である『Shine A Light』のミュージックビデオが公開された。

## 収録曲

### 初回限定盤 Red
CD+DVD（特典映像：JO1 PARTY）
1. Starlight (1:15)
作詞：YOSKE、Alive Knob / 作曲：Minyoung Lee (EastWest)、YOSKE、Yeul (1by1)
2. Shine A Light (3:16)
作詞：YOSKE、Alive Knob、SEION / 作曲：Minyoung Lee (EastWest)、Yeul (1by1)
・本作のリード曲
3. Safety Zone (3:26)
作詞：SCORE(13)、Megatone(13)、ESBEE、J.Rise / 作曲：SCORE(13)、Megatone(13)
4. 無限大 (3:04)
作詞：KZ、B.O、B.EYES / 作曲：KZ、Nthonius、B.O、キム・スンス / 編曲：KZ、キム・スンス
  - デビューシングル『PROTOSTAR』表題曲
5. La Pa Pa Pam (3:08)
作詞：YOUNG JAY、BUGGY、VEN / 作曲・編曲：YOUNG JAY、BUGGY 
  - デビューシングル『PROTOSTAR』初回限定盤B・通常盤収録曲
6. Running (3:50)
作詞：YOSKE、SEION / 作曲:EastWest、YOSKE / 編曲：EastWest、D.stus、Holy M
  - デビューシングル初回限定盤A・通常盤収録曲
7. OH-EH-OH (3:04)
作詞：Ellie Love、Hui / 作曲：Minit、Hui、AIRAIR / 編曲：Minit、Hui
  - PENTAGONのフイが作詞、作曲、編曲に参加した[4]。
  - 2ndシングル『STARGAZER』表題曲
8. So What (3:07)
作詞：YOUNG JAY、TEITO、VEN / 作曲：YOUNG JAY、TEITO、VEN / 編曲：YOUNG JAY
  - 2ndシングル『STARGAZER』初回限定盤A・通常盤収録曲
9. GO (3:19)
作詞：Score、Megatone、Onestar / 作曲：Score、Megatone、Onestar / 編曲：Score
  - 2ndシングル初回限定盤B収録曲
10. Voice (君の声) (3:35)
作詞：YOSKE、Alive Knob / 作曲：Minyoung Lee (EastWest)、YOSKE / 編曲：Minyoung Lee (EastWest)
  - 2ndシングル初回限定盤B・通常盤収録曲
11. ツカメ～It's Coming～ (JO1 ver.) (3:58)
作詞：中村彼方 / 作曲：Ryan S.Jhun、Andrew Choi、Eunsol、DAWN / 編曲:Eunsol、Seo Yi Sung
  - 「PRODUCE 101 JAPAN」テーマ曲のJO1バージョン
  - デビューシングル全形態共通収録曲
12. YOUNG (JO1 ver.) (3:24)
作詞：SUN、UNO BUCKX、海音 / 作曲：SUN、VERSACHOI / 編曲:VERSACHOI
  - 「PRODUCE 101 JAPAN」ファイナル評価課題曲のJO1バージョン
  - デビューシングル初回限定盤A収録曲
13. GrandMaster (JO1 ver.) (3:28)
作詞：Coach & Sendo、HASEGAWA / 作曲：Coach & Sendo、Yuki / 編曲:Coach & Sendo
  - 「PRODUCE 101 JAPAN」ファイナル評価課題曲のJO1バージョン
  - デビューシングル初回限定盤B収録曲
14. KungChiKiTa (JO1 ver.) (3:31)
作詞：YOUNG JAY、BUGGY、VEN / 作曲：YOUNG JAY、BUGGY、VEN / 編曲：YOUNG JAY
  - 「PRODUCE 101 JAPAN」コンセプト評価課題曲のJO1バージョン
  - 2ndシングル初回限定盤A収録曲
15. My Friends (3:19)
作詞：與那城奨、KZ、Nthonius / 作曲：KZ、Nthonius / 編曲：Nthonius
  - 2ndシングル全形態共通収録曲

### 初回限定盤 Green
CD＋PHOTOBOOK
1. Starlight (1:15)
2. Shine A Light (3:16)
3. 無限大 (3:04)
4. La Pa Pa Pam (3:08)
5. Running (3:50)
6. OH-EH-OH (3:04)
7. So What (3:07)
8. GO (3:19)
9. Voice (君の声) (3:35)
10. ツカメ～It's Coming～ (JO1 ver.) (3:58)
11. YOUNG (JO1 ver.) (3:24)
12. GrandMaster (JO1 ver.) (3:28)
13. KungChiKiTa (JO1 ver.) (3:31)
14. Be With You (足跡) (3:39)
作詞：OUOW、STAINBOYS / 作曲：OUOW
15. My Friends (3:19)

### 初回限定盤 Blue
CD+ACCORDION CARD
1. Starlight (1:15)
2. Shine A Light (3:16)
3. 無限大 (3:04)
4. La Pa Pa Pam (3:08)
5. Running (3:50)
6. OH-EH-OH (3:04)
7. So What (3:07)
8. GO (3:19)
9. Voice (君の声) (3:35)
10. ツカメ～It's Coming～ (JO1 ver.) (3:58)
11. YOUNG (JO1 ver.) (3:24)
12. GrandMaster (JO1 ver.) (3:28)
13. KungChiKiTa (JO1 ver.) (3:31)
14. MONSTAR (3:24)
作詞：SKINNER BOX、STAINBOYS、Ellie Love / 作曲：TEITO(KCKT)、SKINNER BOX、LUKE(13)
15. My Friends (3:19)

### 通常盤
CD
1. Starlight (1:15)
2. Shine A Light (3:16)
3. Safety Zone (3:26)
4. 無限大 (3:04)
5. La Pa Pa Pam (3:08)
6. Running (3:50)
7. OH-EH-OH (3:04)
8. So What (3:07)
9. GO (3:19)
10. Voice (君の声) (3:35)
11. ツカメ～It's Coming～ (JO1 ver.) (3:58)
12. YOUNG (JO1 ver.) (3:24)
13. GrandMaster (JO1 ver.) (3:28)
14. KungChiKiTa (JO1 ver.) (3:31)
15. やんちゃ BOY やんちゃ GIRL (JO1 ver.) (3:24)
作詞：KZ、中村彼方 / 作曲：KZ、Nthonius、PUYO
16. Happy Merry Christmas (JO1 ver.) (3:44) 
作詞：小久保祐希 / 作曲：小久保祐希、Bae Jae Seok (Solcire)
17. MONSTAR (3:24)
18. Be With You (足跡) (3:39)
19. My Friends (3:19)

## チャート成績

### オリコン
- オリコンデイリーアルバムランキング（2020年11月24日付）で1位[8]。
- オリコン週間アルバムランキング（2020年12月07日付）で2位。

### Billboard JAPAN
- 2020年12月7日付の週間アルバム・セールス・チャート「Billboard JAPAN Top Albums Sales」で首位を獲得[9]。初動3日間で145,356枚、当週166,188枚を売り上げた。